# Borkan
Borkan är en by i övre Vojmådalen i Vilhelmina kommun i södra Lapplandsfjällen. Byn ligger precis där Vojmån mynnar ut vid Borkasjöns norra strand. Från Borkan kan man blicka ut mot Borkasjön omgiven av fjällen Daunatjåkko, Kittelfjäll och Borkafjäll.
Det närbelägna Borkafjället (ej att förväxla med Borgafjäll) har under senare år[när?] blivit en populär destination för helikopterskidåkning med basen i Kittelfjäll.
O. P. Andersson: Gamla byar i Vilhelmina del II, sid 236:
"Bonden Lars Larsson den yngre i Kittelsfjäll hade till Konungens Befallningshavande ingivit ansökan 
om tillstånd att få anlägga ett nytt krononybygge ä kronoallmänningen 
på södra sidan om Virisjaure emellan denna sjö ooh Vojmsjön." 
…
"Genom utslag av den 13 september år 1861 beviljade Konungens Befallningshavande nybygget Borka
till anläggning och antog Lars Larsson till åbo därå med villkor, att han
till nybyggets iståndsättande skulle fä åtnjuta 25 års frihet från skatt och
ränta, men att det skulle åligga honom skyldighet att verkställa byggnads-
och odlingsarbete för 50 Rdr Rmt årligen." 
…
"Det omrâde inom vilket nybygget Borka utsynades, var ett gammalt lappskatteland, 
som nuvarande innehavarens förfäder hade innehaft från gamla
tider, och de hade ansett sig såsom de enda rättmätiga ägarna till landet
med alla dess betesmarker och fiskevatten. Nuvarande innehavaren av lapplandet 
hade i sina händer synepapper och fastebrev på detta lappskatteland,
och för detta land betalade han årligen skatt." 
…
"Det var visst inte allenast vid insynandet av
nybygget Borka, som landslappens rättigheter på detta sätt förbisågos och
underkändes, utan på samma hänsynslösa sätt gingo nybyggesanläggare och
syneförrättare tillväga vid anläggandet av ett stort antal nybyggen både inom
fjällomrâdet och längre ned i landet." 